# (140) Siwa
Pour les articles homonymes, voir Siwa.
(140) Siwa est un important astéroïde de la ceinture principale découvert par Johann Palisa le 13 octobre 1874 et nommé d'après Siwa, déesse slave de la fertilité.